# Lista över alumner från Rudbecksskolan, Örebro
Det här är en lista över kända personer som studerat eller verkat vid Rudbecksskolan, Örebro.

## Teknik och näringsliv

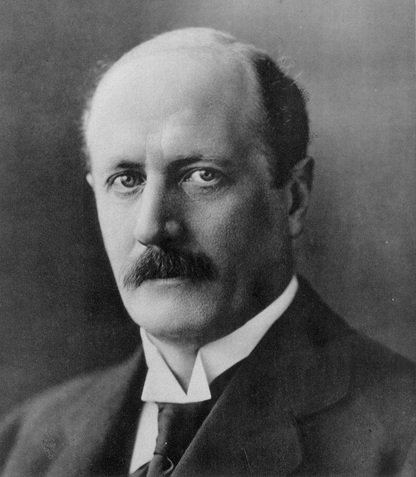
Sven Wingquist

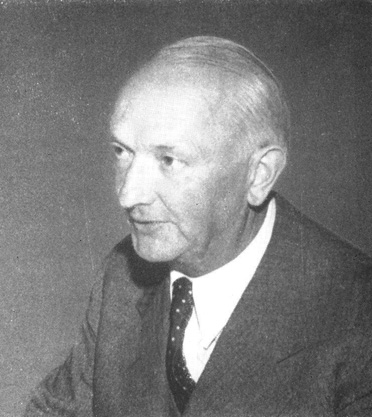
Gustav Larsson

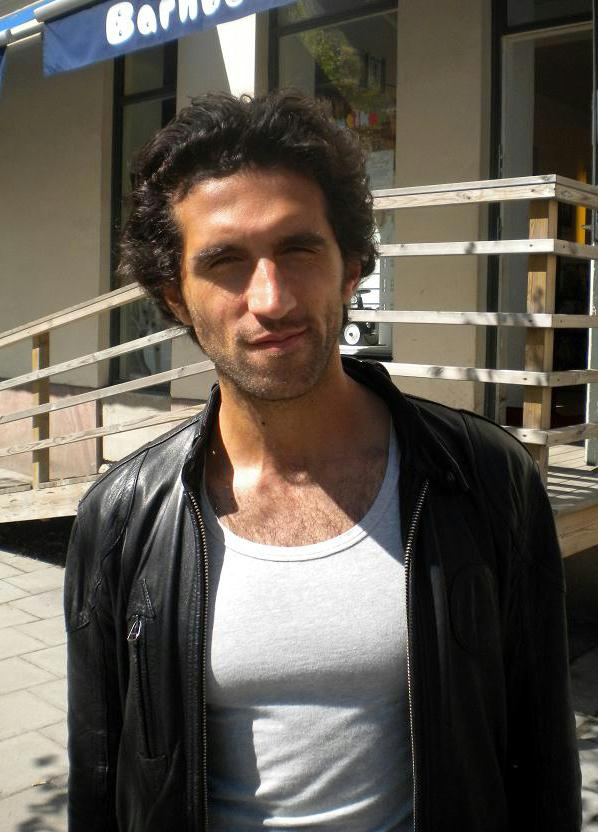
Josef Fares

- Axel Eriksson – tekn.dr, AB Strängbetongs grundare.
- Gustaf Eriksson – ingenjör, bilkonstruktör.
- Karl T Graflund – ingenjören bakom Eyravallen 1923.
- Gustav Larsson – tekn.dr, teknisk direktör, VD, en av AB Volvos grundare.
- Göran Roberts – ägare av AB Roberts i Örebro.
- Jonas Samuelsson – ingenjör, Josam AB:s grundare.
- Simon Skinnars – Svenska Mätcenters grundare.
- Jakob Strömberg – Svenska Mätcenters grundare.
- Carl Johan och Erland Uggla – ASJ:s grundare.
- Philip Wersén – ingenjör, företagsledare.
- Sven Wingquist – ingenjör, SKF:s grundare.

## Samhällsvetenskap och humaniora
- Tomas Danielsson – beteendemedicinarie, "stressdoktor".

## Kultur och media
- Malin Albayrak – sångerska, kom på 10:e plats i Idol 2005.
- Jens Bergensten – speldesigner, huvudutvecklare för Minecraft.
- Josef Fares – skådespelare, filmregissör.
- Jenny Wåhlander – skådespelare, deltagit flera år i Hjalmar-revyerna.
- George Shaid – sångare, deltagare i Lilla Melodifestivalen 2006, årets lokalartist i O Helga Natt 2012, kom på 10:e plats i Idol 2013.

## Idrottare
- Patrik Anttonen – fotbollsspelare i Örebro SK.
- Magnus Erlingmark – f.d. fotbollsspelare.
- Christer Fursth – f.d. fotbollsspelare.
- Joakim Hammar – förbundskapten för svenska snowboardlandslaget.
- Marie Hammarström – fotbollsspelare i KIF Örebro.
- Kristin Hammarström – fotbollsmålvakt i Kopparbergs/Göteborg FC.
- Claes Lundin – f.d. världsmästare i snowkitesurfing.
- Erik Nilsson – fotbollsspelare i Degerfors IF.
- Johan Röjler – skridskoåkare, deltagit i tre vinter-OS-upplagor (2002, 2006, 2010).
- Kevin Walker – fotbollsspelare i GIF Sundsvall och vinnare av Idol 2013.
- Robert Walker – fotbollsspelare i Jönköping Södra IF.